# 圖什納德鄉

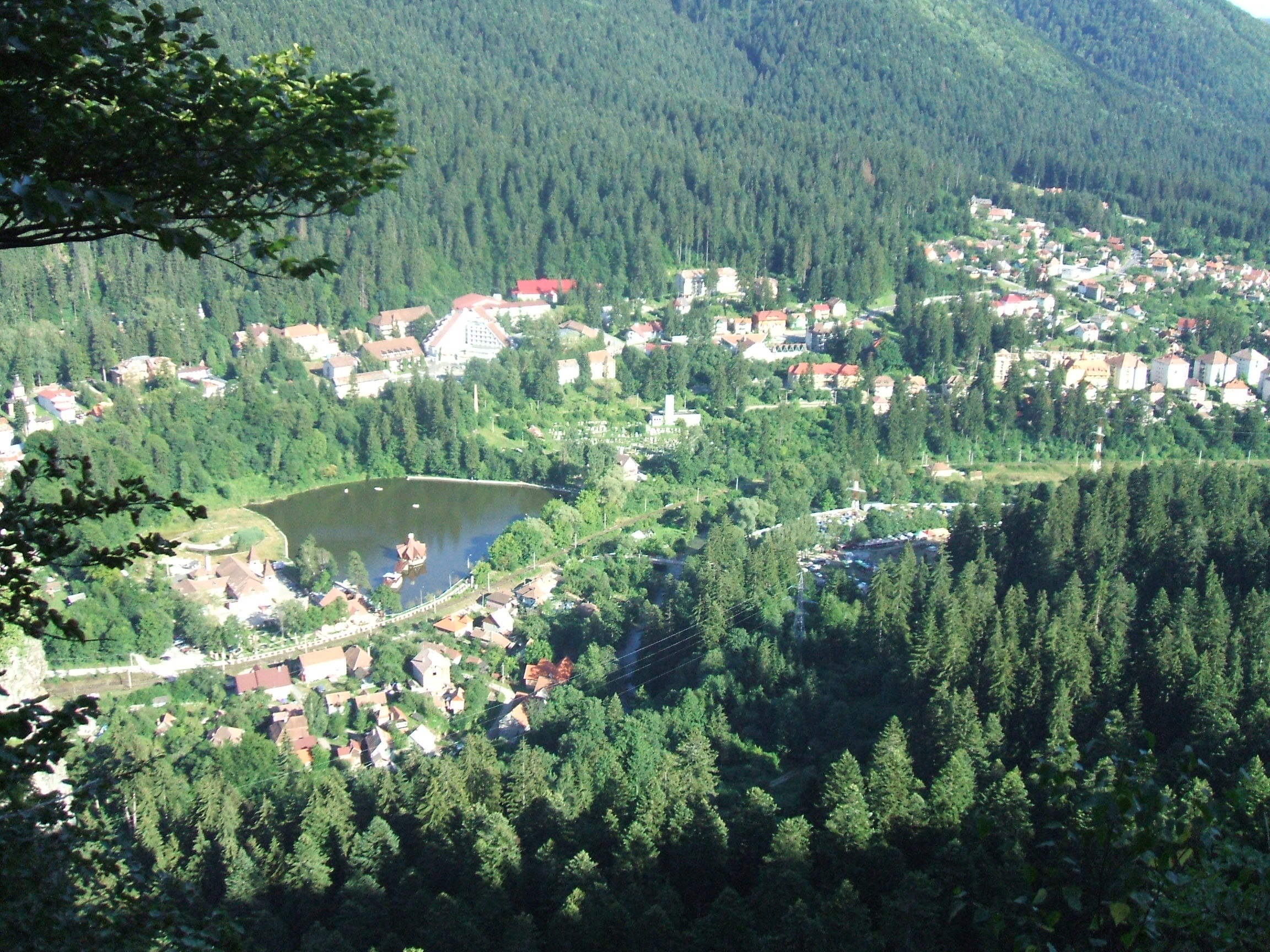

46°12′0″N 25°54′0″E / 46.20000°N 25.90000°E
圖什納德鄉（羅馬尼亞語：Comuna Tușnad, Harghita），是羅馬尼亞的鄉份，位於該國中部，由哈爾吉塔縣負責管轄，面積77平方公里，海拔高度643米，2007年人口2,146，人口密度每平方公里28人。